# Drapeau d'Haïti
Le drapeau d'Haïti fut créé en 1803, adopté dès 1820 et officialisé en 1843. La Constitution d'Haïti de 1987 confirme dans le texte l'identité historique du drapeau haïtien, qui est reconnu comme l'emblème de la République (article 3).

## Historique
Le drapeau d'Haïti  est bleu et rouge, organisé en deux bandes horizontales de longueurs égales.
Ce drapeau est inspiré du drapeau français tricolore, adopté par la Révolution française, dont la partie blanche, considérée comme le symbole de la race blanche et non pas de la royauté, a été déchirée[réf. nécessaire]. Le 18 mai 1803, lors du congrès de l'Arcahaie, regroupant l'ensemble des chefs de la Révolution haïtienne, Jean-Jacques Dessalines arracha du drapeau tricolore français la partie centrale de couleur blanche. Pourquoi ce geste ? En 1793 un drapeau tricolore était présenté avec la tete d'un blanc sur le blanc, celle d'un noir sur le bleu et celle d'un mulâtre sur le rouge. Ceci peut expliquer le geste de Dessalines, d'unir le bleu des noirs au rouge des mulâtres Catherine Flon prit les deux morceaux restants, le bleu et le rouge, et les cousit ensemble pour symboliser l'union des noirs et des mulâtres et créer le drapeau d'Haïti de la République d'Haïti. Le drapeau figure en son centre des armoiries avec six fusils à baïonnettes et deux canons copiant l'en-tête du papier à lettre des généraux français de l'expédition de Saint-Domingue.

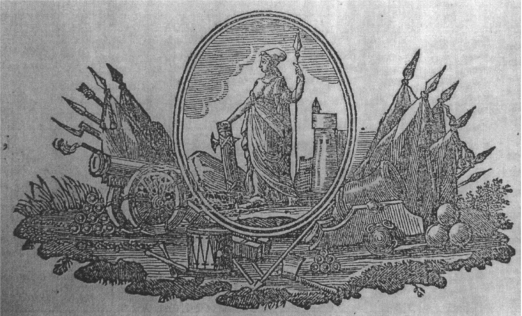
En-tête de papier à lettre des généraux français lors de l'expédition de Saint-Domingue.

Sous la dictature des Duvalier, de 1964 à 1986, il a été remplacé par un drapeau rouge et noir.
Dix jours après le renversement de Jean-Claude Duvalier, le 17 février 1986, le drapeau national historique a été réhabilité officiellement et confirmé par la constitution de 1987 plébiscitée lors du référendum du 29 mars 1987.
Les armes de la République sont : Le palmiste surmonté du bonnet de la liberté et, ombrageant de ses palmes, un trophée d'armes avec comme légende : « L'Union fait la Force ».
Depuis 1938, la chanson patriotique Fière Haïti, connue aussi sous le nom de « Hymne à la jeunesse », écrite en 1937 par Édouard Antonin Tardieu, à la suite d'un concours du Ministère de l'Éducation, et dont la musique a été composée par Desaix Baptiste, est chantée tous les 18 mai, lors du Jour du drapeau. Elle est également chantée lors de la levée des drapeaux, notamment dans les écoles.

## Chronologie des drapeaux

Drapeau des insurgés haïtiens de 1791 à 1798[réf. nécessaire]
Drapeau des insurgés haïtiens en 1803
Drapeau de l'Empire d'Haïti, 1804 - 1806
Drapeau de l'État d'Haïti, 1806 - 1811
Drapeau du Royaume d'Haïti 1811-1820
Drapeau de l'Empire d'Haïti 1849 - 1859
Drapeau d'Haïti de 1859 à 1964
Drapeau d'Haïti de 1964 à 1986
Drapeau civil d'Haïti

## Anecdote
En 1921, le Liechtenstein adopte un drapeau analogue à celui adopté par Haïti un siècle plus tôt, en 1820. Ce n'est que quinze ans plus tard, lors des Jeux olympiques d'été de 1936, que la similarité aurait été pour la première fois remarquée. Haiti fait alors partie de la cérémonie d'ouverture, mais ne participe pas aux Jeux en eux-mêmes à la suite du retrait de son unique athlète. L'année suivante, pour les différencier, le Liechtenstein ajoute une couronne dans la bande bleue de son drapeau.